# Nümbrecht
Nümbrecht is een plaats en gemeente in de Duitse deelstaat Noordrijn-Westfalen, gelegen in het Oberbergischer Kreis. De gemeente telt 17.068 inwoners (31 december 2020) op een oppervlakte van 71,79 km².

## Indeling gemeente
Naast de plaats Nümbrecht maken de volgende 91 plaatsen deel uit van de gemeente Nümbrecht:
Abbenroth - Ahebruch - Ahlbusch - Alsbach - Altennümbrecht - Auf der Hardt - Bierenbachtal - Breunfeld - Benroth - Berkenroth - Birkenbach - Breitewiese - Brünglinghausen - Bruch - Büschhof - Buch - Distelkamp - Drinsahl - Elsenroth - Erlinghausen - Friedenthal - Gaderoth - Grünthal - Grunewald - Göpringhausen - Gerhardsiefen - Grötzenberg - Geringhausen - Geringhauser Mühle - Guxmühlen - Haan Hammermühle - Hardt - Harscheid - Hasenberg - Heide - Heddinghausen - Heisterstock - Hillenbach - Hochstraßen - Höferhof - Hömel - Homburg-Bröl - Homburger Papiermühle - Huppichteroth - Kleinhöhe - Krahm - Kurtenbach - Langenbach - Linde - Lindscheid - Lindscheider Mühle - Loch - Löhe - Malzhagen - Marienberghausen - Mildsiefen - Mühlenthal - Nallingen - Neuenberg - Neuroth - Niederbröl - Niederbreidenbach - Niederelben - Niederstaffelbach - Nöchel - Oberbierenbach - Oberbech - Oberstaffelbach - Oberbreidenbach - Ödinghausen - Oberelben - Prombach - Riechenbach - Rommelsdorf - Röttgen - Rose - Stockheim - Schönhausen - Schönthal - Spreitgen - Stranzenbach - Straße - Überdorf - Unter der Hardt - Vorholz - Winterborn - Windhausen - Wirtenbach - Wolfscharre.

## Afbeeldingen

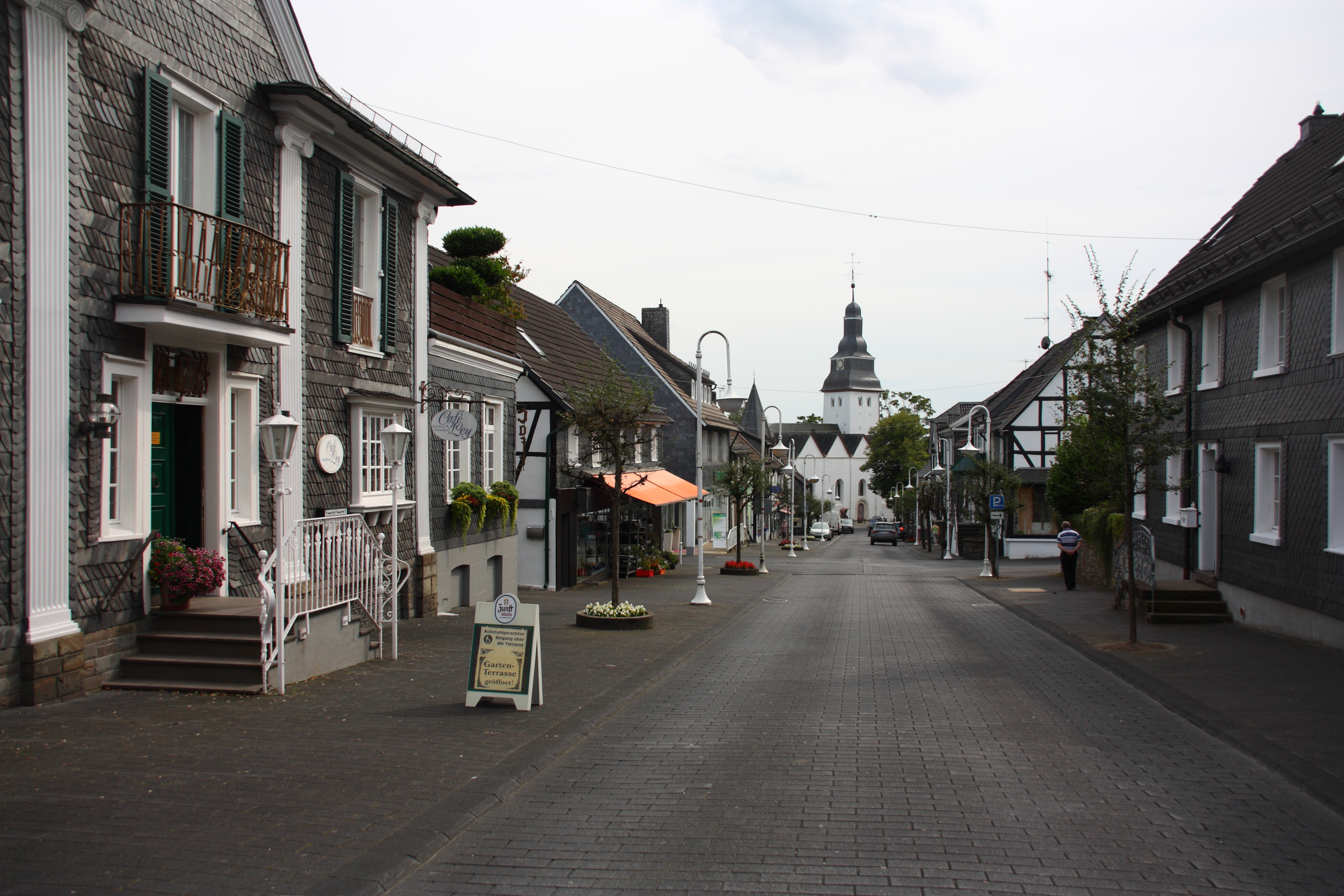
Hauptstraße
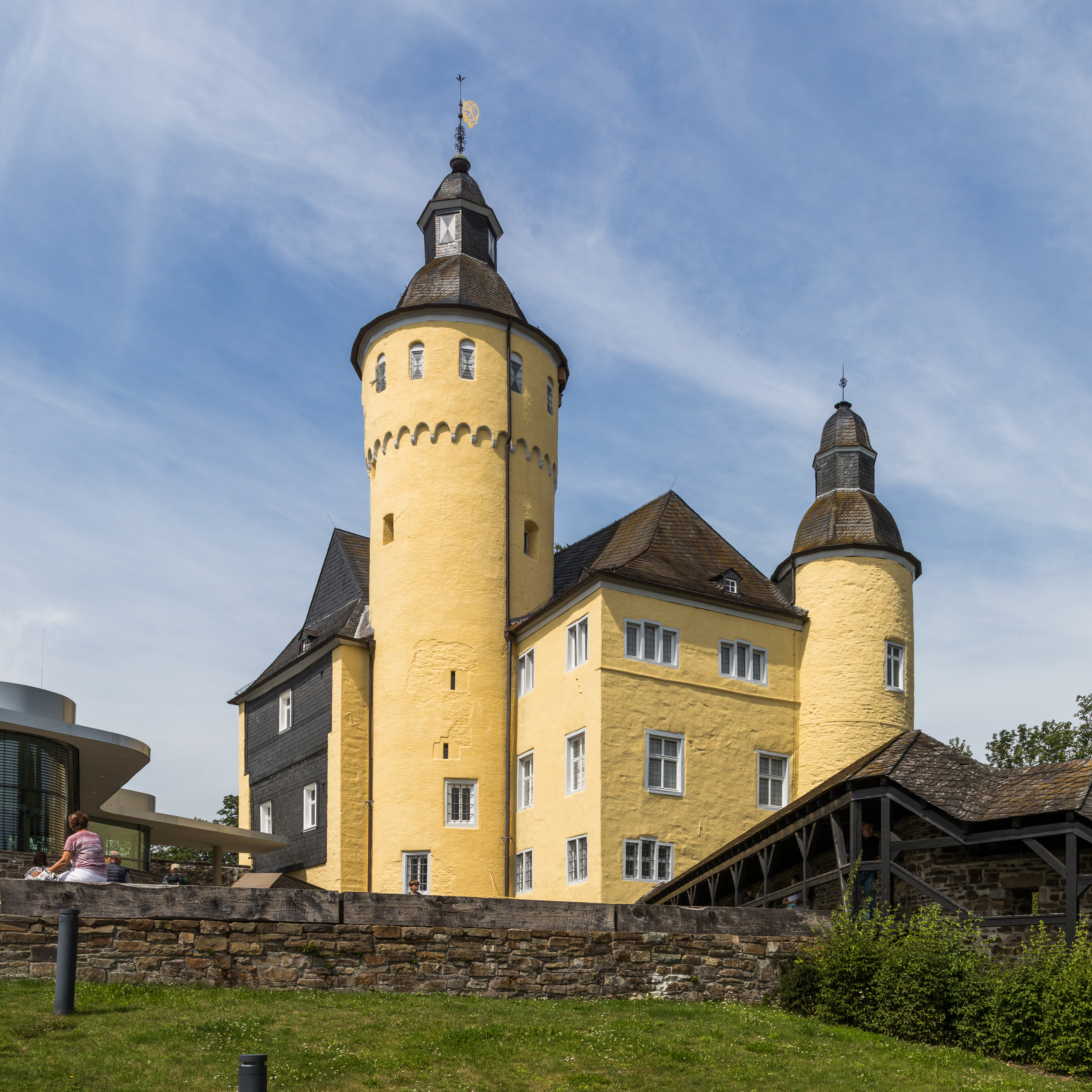
Schloss Homburg

Bergneustadt · Engelskirchen · Gummersbach · Hückeswagen · Lindlar · Marienheide · Morsbach · Nümbrecht · Radevormwald · Reichshof · Waldbröl · Wiehl · Wipperfürth